# Isetemkheb C
Đối với những người phụ nữ có cùng tên gọi, xem Isetemkheb.
Isetemkheb C là một công chúa sống vào thời kỳ Vương triều thứ 21 trong lịch sử Ai Cập cổ đại. Bà còn là vương phi của Menkheperre, một Đại tư tế của Amun đã cai trị toàn bộ Thượng Ai Cập lúc bấy giờ.

## Thân thế
Isetemkheb C được chứng thực là con gái của Pharaon Psusennes I với một thứ phi tên là Wiay. Bà là chị em cùng cha với thái tử Ankhefenmut, và có thể là với Pharaon kế vị Amenemope.
Isetemkheb C kết hôn với Đại tư tế Menkheperre, về vai vế là chú của Isetemkheb. Bà cũng là người vợ duy nhất được biết đến của Menkheperre. Isetemkheb C được chứng thực rõ ràng là mẹ của Smendes II, người kế vị chức Đại tư tế của Amun từ người cha, và Pinedjem II, Đại tư tế kế vị anh trai sau đó. Henuttawy C và Isetemkheb D, hai bà Chánh phi của Smendes và Pinedjem, cũng được cho là con gái của Isetemkheb C.
Là con gái của vua và là vương phi của một Đại tư tế, rất có thể Isetemkheb C sẽ được phong danh hiệu "Con gái của Pharaon" và "Chánh phi trong hậu cung của Amun".